# 约尔根·佩尔森
约尔根·佩尔森（瑞典語：Jörgen Persson，1966年4月22日—），瑞典乒乓球运动员，用右手横拍，两面反胶弧圈球打法，注重力量旋转为主。自乒乓球於1988年成為奧運項目，佩爾森代表瑞典出戰前7屆奧運乒乓球項目。

## 职业生涯
与瓦尔德内尔一样，佩尔森是世界乒坛的常青树。
佩尔森於1989年与米克尔·阿佩伊伦、瓦尔德内尔组成瑞典队击败江嘉良领衔的中国队获得世乒赛男子团体冠军，并在男单比赛中打入决赛，惜败於瓦尔德内尔。
1991年，他夺得世界乒乓球錦標賽冠军，并率队卫冕世乒赛团体冠军。在男单决赛中，他成功复仇击败瓦尔德内尔，获得冠军。其后，他又於1993年和2000年两度率领瑞典队夺得世乒赛男团冠军。
佩尔森曾先后夺得世界乒乓球锦标赛和乒乓球世界杯的男子单打冠军，但始终无缘奥运会奖牌。他在奥运会上的最好成绩是奥运会和北京奧運會第四名。
2008年，國際乒聯授予佩尔森與克羅地亞選手普里莫拉茨，比利时選手让-米歇尔·塞弗三人「特別貢獻獎」，以表彰他們參與了自乒乓球項目入奧以來全部六屆奧運乒乓球賽事的單打比賽。
2013年，佩尔森宣布从此退出国际赛场，结束了为瑞典国家队征战二十余年的生涯。

## 得獎

### 世界錦標賽
- 1989年─金（團體）、銀（單打）
- 1991年─金（單打、團體）
- 1993年─金（團體）
- 1997年─銀（雙打）
- 2000年─金（團體）
- 2001年─第3名（團體）

### 歐洲錦標賽
- 1986年─金（單打、團體）
- 1988年─金（團體）、銀（雙打）
- 1990年─金（團體）
- 1992年─金（雙打、團體）
- 1994年─銀（團體）
- 1996年─金（雙打、團體）、銀（單打）
- 2000年─金（團體）
- 2002年─金（團體）

### 夏季奧運會
單打
- 1988年─第7名
- 1992年─第5名
- 1996年─無排名
- 2000年─第4名
- 2004年─第9名
- 2008年─第4名
- 2012年─無排名

雙打
- 1988年─第7名
- 1992年─無排名
- 1996年─第5名
- 2000年─無排名
- 2004年─第5名

團體
- 2008年─無排名